# 裂叶莴苣
裂叶莴苣（学名：Lactuca dissecta）是菊科莴苣属的植物。分布于孟加拉、尼泊尔、锡金、阿富汗、巴基斯坦、不丹以及中国大陆的西藏等地，生长于海拔2,000米的地区，多生于山坡草地，目前尚未由人工引种栽培。

## 异名
- Lactuca auriculata DC.